# Red Hat
Red Hat, Inc. – amerykańskie przedsiębiorstwo informatyczne założone przez Marca Ewinga w 1993 roku i zajmujące się tworzeniem i dystrybucją otwartego oprogramowania dla przedsiębiorstw. Znane z wydawania dystrybucji GNU/Linuksa – Red Hat Linux – a następnie jej pochodnych: komercyjnego Red Hat Enterprise Linux oraz wspierania społecznościowej dystrybucji Fedory. Główna siedziba przedsiębiorstwa znajduje się w mieście Raleigh w amerykańskim stanie Karolina Północna.
Przedsiębiorstwo jest zaangażowane w ruch otwartego oprogramowania, promując open source w filozofii firmy.

## Historia
W marcu 1993 roku w Connecticut Kanadyjczyk Robert Young założył ACC Corporation Inc., w tym samym roku Marc Ewing założył firmę Red Hat. 3 listopada 1994 roku Ewing wydał wersję 1.0 swojej dystrybucji Red Hat Linux. W 1995 roku Young przejął firmę Ewinga, po czym połączył ją z ACC Corp, zmienił nazwę tej ostatniej na Red Hat i objął kierownictwo nad całością.
W 1999 roku Red Hat stał się spółką publiczną: w pierwszej ofercie publicznej na giełdzie NASDAQ 11 sierpnia 1999 roku dla 6 milionów zaoferowanych akcji ustalono cenę 14 dolarów amerykańskich za sztukę; zaś w pierwszych godzinach debiutu tego samego dnia ich cena wzrosła prawie trzykrotnie, mimo wykazywanych strat. 15 listopada tego samego roku Red Hat podpisał umowę przejęcia innej spółki zajmującej się rozwojem otwartego oprogramowania, Cygnus Solutions, w transakcji wycenianej na 674 mln dolarów, przejęcie zostało zakończone w styczniu 2000 roku.
22 lutego 2000 roku Red Hat przedstawił na rynku zapowiedź nowej linii biznesowej: Red Hat Linux Enterprise Edition.
28 października 2018 roku amerykańska korporacja IBM ogłosiła zamiar przejęcia Red Hat Inc. za 33,4 mld dolarów amerykańskich (190 dolarów za akcję, 63% drożej od kursu z piątku).